# 柔叶薹草
柔叶薹草（学名：Carex miyabei）为莎草科薹草属的植物。分布在日本、朝鲜等地，属中国原产的植物（非从国外引种）。

## 变种
毛果薹草（学名：Carex miyabei var. maopengensis）是莎草科薹草属柔叶薹草的变种。分布在中国大陆的安徽等地，多生于路边湿地。